# 协代苏木
协代苏木，是中华人民共和国内蒙古自治区通辽市科尔沁左翼中旗下辖的一个乡镇级行政单位。

## 行政区划
协代苏木下辖以下地区：
古伦温都尔嘎查、特莫钦嘎查、东浩来艾勒嘎查、西浩来艾勒嘎查、哈久嘎查、胡吉仁艾勒嘎查、西毛都嘎查、东毛都嘎查、温家套布嘎查、龙合吐嘎查、浩坦塔拉嘎查、新艾勒嘎查、努很格勒嘎查、哈日阿吉日嘎嘎查、协代嘎查、公胡都嘎嘎查、巴彦牧仁嘎查和协代林场。